# GPS

Рух GPS-супутників Землі, наша планета сама обертається. Зауважте, що в різний час кількість видимих супутників для певної точки поверхні різна (для прикладу взято 45° пн.ш.)

Порівняння орбіт різних навігаційних систем

GPS, Систе́ма глоба́льного позиціюва́ння (англ. Global Positioning System) — сукупність радіоелектронних засобів, що дозволяє визначати положення та швидкість руху об'єкта на поверхні Землі або в атмосфері. Положення об'єкта обчислюється завдяки використанню розміщеного на ньому GPS-приймача, який приймає та обробляє сигнали супутників космічного сегменту GPS-системи глобального позиціонування. Для визначення точних параметрів орбіт супутників та керування GPS-системою вона в своєму складі має наземні центри управління.
Коли мова йде про GPS, найчастіше мається на увазі система NAVSTAR, розроблена на замовлення військового відомства — Міністерства оборони США, але зараз існують або розробляються також інші системи глобального позиціонування (ГЛОНАСС, Galileo та інші).

## Принцип дії
Станом на сьогодні основою системи NAVSTAR (Navigation Satellite Time and Ranging) є 31 супутник (всього наявно 32), що працюють у єдиній мережі й обертаються на шести різних кругових орбітах, розташованих під кутом 60° одна до одної. На кожній орбіті розміщено по 4 супутники, висота орбіт приблизно дорівнює 20 200 км а період обертання кожного супутника навколо землі дорівнює 12 годинам. Таким чином, із будь-якої точки земної поверхні зазвичай одночасно видно від чотирьох до дванадцяти таких супутників.
Супутники перебувають під контролем станцій, які розташовані на Землі. Розміщуються такі станції на Колорадо-Спрінгз, Дієго-Гарсія, острові Вознесіння, атолі Кваджелейн і на Гаваях. Вся інформація, що проходить через ці станції, записується ними та передається на головну станцію на військовій базі Falcon (штат Колорадо).
GPS-приймач обчислює власне місцезнаходження, вимірюючи час проходження сигналу від GPS-супутників. Кожен супутник постійно надсилає повідомлення, в якому міститься інформація про час, точку орбіти супутника, з якої було надіслано повідомлення (ефемерида), та загальний стан системи й приблизні дані орбіт усіх інших супутників системи GPS (альманах). Ці сигнали розповсюджуються зі швидкістю світла в космосі (і з трохи меншою швидкістю — в атмосфері). Приймач визначає час затримки в надходженні сигналу та обчислює відстань до супутників, виходячи з якої, застосувавши метод трилатерації, визначає своє місце. Отримані координати перетворюються в наочну форму (широта та довгота чи положення на карті) та відображаються користувачеві.
Теоретично для визначення власних координат достатньо визначити відстань до трьох супутників. Однак для обчислення положення необхідно знати час із високою точністю. Щоб усунути потребу в високоточному годиннику, отримують інформацію з 4-х чи більше супутників, тобто, GPS-приймач використовує чотири параметри для обчислення чотирьох невідомих: x, y, z та t.
У деяких окремих випадках можна обійтися меншою кількістю супутників. Якщо заздалегідь відома одна змінна (наприклад, висота над рівнем моря човна в океані дорівнює 0), приймач може обчислити положення, використовуючи дані з трьох супутників. Також на практиці приймачі використовують різну допоміжну інформацію для обчислення положення з меншою точністю в умовах відсутності одразу чотирьох супутників.

### Технічні характеристики
У системі NAVSTAR передача сигналу з супутника відбувається на частоті 1575,42 МГц (канал загального призначення). Цей сигнал має двійкову фазову маніпуляцію сумою за модулем 2 псевдовипадкової послідовності з 1023 біт, що передаються за 1 мс і використовуються для ідентифікації супутника та як далекомірна шкала, а також навігаційних повідомлень (ефемерида, альманах, умови поширення сигналу в атмосфері), що передаються зі швидкістю 50 біт/с. Система використовує час UTC (USNO) і систему геодезичних координат WGS84.

## Застосування GPS
Попри те, що проєкти побудови GPS-систем впроваджувались військовими відомствами, зараз, окрім приймачів спеціального призначення, випускаються прилади, вмонтовані в різноманітну дрібну техніку: наручні годинники, мобільні телефони, ручні радіостанції, портативні комп'ютери та фотоапарати, за допомогою яких можна орієнтуватися на місцевості або фіксувати місцезнаходження користувача. Їх використовують альпіністи, рятівники, туристи.

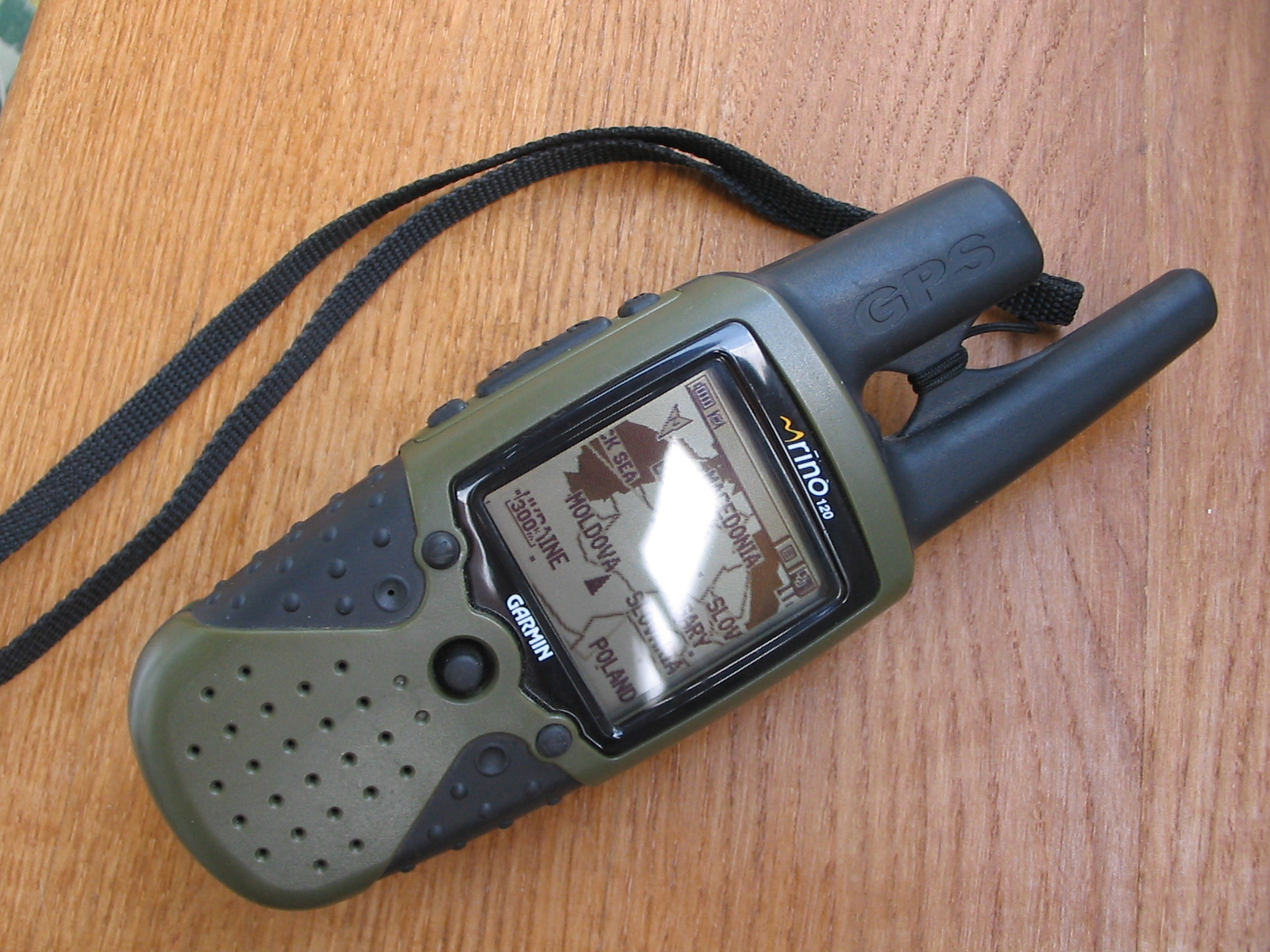
GPS-приймач

Споживачам також пропонуються різні пристрої й програмні продукти, котрі дозволяють:
- бачити своє місцезнаходження на електронній карті;
- прокладати маршрути з урахуванням дорожніх знаків, дозволених поворотів і навіть заторів;
- шукати на карті конкретні будинки й вулиці, визначні пам'ятки, кафе, лікарні, автозаправки та інші об'єкти інфраструктури.

Окремий клас пристроїв, GPS-трекери, призначений для отримання інформації про рух обладнаних ними автомобілів або інших рухомих об'єктів у пункті спостереження. Використання GPS-трекерів дозволяє будувати диспетчерські системи спостереження та управління рухом, системи GPS-моніторингу транспорту.
GPS-системи застосовують також у таких галузях:
- Геодезія: за допомогою GPS визначаються точні координати точок і межі земельних ділянок.
- Картографія: GPS використовується в цивільній і військовій картографії.
- Навігація: із застосуванням GPS здійснюється як морська, так і дорожня навігація.
- Супутниковий моніторинг транспорту: за допомогою GPS на диспетчерському пункті ведеться спостереження за маршрутом руху, швидкістю та іншими параметрами транспорту.
- Стільниковий зв'язок: перші мобільні телефони з GPS з'явилися в 90-х роках. У деяких країнах, наприклад США, це використовується для оперативного визначення місцезнаходження людини, що дзвонить на 911. У Росії в 2010 році почата реалізація аналогічного проєкту — Ера-глонасс.
- Тектоніка, тектоніка плит: за допомогою GPS ведуться спостереження рухів і коливань плит.
- Активний відпочинок: є різні ігри, де застосовується GPS, наприклад, геокешинг та ін.
- Геотегинг: «прив'язка» подій, записів, фотознімків до точного місцезнаходження та часу їх створення.
- Точний відлік часу та синхронізація подій: завдяки використанню GPS-приймачів можливо синхронізувати час рознесених годинників з точністю до десятків наносекунд.

### Сфери застосування GPS
1. Міське господарство. GPS є ефективним при зйомці каналізаційних, газових і водяних трубопроводів, а також електричних і телефонних ліній. Аварійні машини й ремонтні бригади можуть використовувати GPS для навігації безпосередньо до місця аварії комунікацій. Час їхнього прибуття та відправлення точно реєструється разом з їх коментарями й планом виконання сервісних робіт.
2. Сільське господарство. Картографічні системи GPS допомагають описувати особливості ділянок полів, які перебувають в інтенсивному сільськогосподарському використанні. Ви можете точно пов'язати такі характеристики як мікроклімат, тип ґрунту, ділянки врожаю, пошкоджені комахами або хворобами, обсяг продукції.
3. Природні ресурси. GPS допомагає зібрати дані про типи ґрунтів, які в комбінації з тривимірними моделями територій дозволяють виділити окремі аспекти для передбачення областей, що потребують спеціального управління. Крім того, GPS можна використовувати для картографування місця розташування колодязів та інших джерел води; запису розмірів озер і їх стану; реєстрації ареалів поширення риби й диких тварин; змін берегової лінії, польових угідь і кліматичних зон.
4. Археологія, історія. Археологи та історики можуть використовувати картографічні GPS-системи для навігації та реєстрації розкопок та історичних місць.
5. Військово-морська навігація. Військове застосування сигналів GPS дозволяє покращувати контроль збройних сил за допомогою точного наведення зброї чи армії на ціль. На океанському дні GPS необхідна для пошуків затонулих кораблів або виконання інших технічних операцій, на суші використання навігаційних пристроїв не менш важливе.
6. Спорт та ігри. Поширення приймачів GPS призвело до появи спортивної супутникової навігації, змагань з орієнтування на автомобілях та ігри «Геокешінг» (пошук скарбів і схованок за відомими координатами).
7. GPS-моніторинг рухомих об'єктів. Система GPS дозволяє визначити місце розташування в будь-якій точці на суші, на морі та в навколоземному просторі. Залежно від галузей застосування, діапазон яких досить широкий, а також від вартості, яка може коливатися від сотень до декількох тисяч доларів, види GPS-приймачів також різноманітні. Взагалі весь спектр моделей можна розділити на чотири великі групи:
- Персональні GPS-приймачі індивідуального застосування. Ці моделі відрізняються малими габаритами та широким набором сервісних функцій: від базових навігаційних, включаючи можливість формування й розрахунку маршрутів прямування, до функції прийому та передачі електронної пошти.

- Автомобільні GPS-приймачі призначені для установки в будь-якому наземному транспортному засобі й мають можливість підключення зовнішнього приймально-передавального обладнання для автоматичної передачі параметрів руху на диспетчерські пункти.

- Морські GPS-приймачі, оснащені ультразвуковим ехолотом, а також додатковими змінними картриджами з картографічною й гідрографічною інформацією для конкретних берегових районів.

- Авіаційні GPS-приймачі використовують для визначення маршруту літальних апаратів, включаючи комерційну авіацію.

### Системи GPS-моніторингу рухомих об'єктів
1. Системи Offline — використовують принцип «чорного ящика», який фіксує події, прив'язуючи кожну з них до географічних координат і реального часу. Після прибуття об'єкта на базу вся інформація з такого «чорного ящика» зчитується, розшифровується й стає доступною для детального аналізу та агрегації.
Переваги підходу:
- Велика кількість різнорідної інформації, яка збирається пристроєм (обмежена тільки об'ємом власної пам'яті пристрою).
- Відсутність абонентської плати за передачу даних (передача здійснюється або через фізичне підключення пристрою до комп'ютера диспетчера, або через локальні бездротові мережі).

Недоліки:
- Інформація доступна тільки після прибуття об'єкта на базу.

2. Системи Online — використовують принцип радіомаяків — інформація про місцезнаходження не фіксується в пам'яті приладів, а передається в реальному часі диспетчеру. Каналами передачі даних в такому разі може виступати GSM, SMS-повідомлення, GPRS, радіозв'язок, мережа бездротових точок доступу.
Переваги системи:
- Інформація про переміщення та стан об'єкта доступні диспетчеру в реальному часі (можлива затримка обумовлена способом комунікацій).
- Час відгуку пристрою моніторингу залежить від каналу передачі даних (завжди є можливість підібрати компромісний варіант за співвідношенням ціна/оперативність).

Недоліки:
- Необхідність оплачувати послуги зв'язку (розмір плати змінюється від кількох центів за SMS-повідомлення в межах мережі свого стільникового оператора до декількох доларів за GPRS-з'єднання в роумінгу).

### GPS-моніторинг транспорту
Використовуючи GPS для визначення місця розташування об'єкта і різні канали зв'язку для доставки інформації користувачу, системи моніторингу транспорту дозволяють детально простежити весь маршрут прямування автомобіля, спецтехніки або просто контейнера з важливим вантажем. Наприклад, транспортна інформаційна система Dynafleet, що встановлюється на вантажівках Volvo Truck Corporation, дозволяє відстежувати в режимі реального часу процес пересування вантажу не тільки диспетчерським службам, а й власнику вантажу, навіть через мобільні пристрої, такі як iPhone, iPad чи Android. За користування системою власник автомобіля Volvo сплачує щомісячну абонентську плату.
Сфери застосування GPS-моніторингу транспорту:
- Транспортні компанії;
- Служби екстреної допомоги;
- Страхові компанії;
- Автопарки;
- Охоронні служби;
- Служби перевезення пасажирів;
- Служби порятунку;
- Будівельні компанії;
- Інкасаторські служби;
- Сільськогосподарські підприємства;
- Кур'єрські та поштові служби;
- Комунальні служби;
- Торгові компанії;
- Таксопарк та диспетчерські служби таксі;
- Особистий автомобіль.

Принцип дії системи GPS-моніторингу транспорту
Основним пристроєм у системі GPS-моніторингу є ГЛОНАСС/GPS/GSM-термінал, що виконує функції визначення координат за допомогою супутникового приймача, збір інформації від бортового обладнання та додаткових датчиків, пересилання інформації каналами GSM-зв'язку, управління бортовим обладнанням за командами, що надходять від оператора. Зібрана інформація далі передається на сервер обробки у вигляді бінарного AVL-пакета, що містить «знімок» одержуваних терміналом даних — час, координати, значення внутрішніх і зовнішніх параметрів. Користувач потім отримує інформацію з сервера за допомогою клієнтської частини програмного забезпечення, або, в деяких випадках — прямо через браузер, використовуючи WEB-інтерфейс системи.
Переваги використання систем GPS-моніторингу транспорту:
- Скорочення пробігу автотранспорту. За рахунок оптимізації маршрутів переміщення, перенаправлення потоку транспорту залежно від поточної обстановки, досягається скорочення пробігу на 5-15 %.
- Виключення «людського фактору». Система контролю за автотранспортом допомагає припинити нецільове використання в особистих цілях або здійснення «лівих» рейсів.
- Підвищення ефективності використання транспорту. Грамотна автоматизована диспетчеризація з контролем у режимі реального часу дає можливість знизити час простою техніки та підвищити ступінь завантаження транспорту.
- Поліпшення якості обслуговування клієнтів. Ефективне управління, засноване на постійному контролі, дозволяє збільшувати швидкість обслуговування клієнтів, швидко вирішувати спірні ситуації.
- Зменшення витрат на паливо на 20-30 %.

### Персональний GPS-моніторинг
Сфери застосування персонального GPS-моніторингу:
- Спостереження за виїзними працівниками компаній: страхові, рекламні та торгові агенти, мерчендайзери, кур'єри та ін;
- Стеження за цінним багажем, вантажем;
- Спостереження за дітьми, літніми родичами;
- Стеження за тваринами;
- Туризм, активний відпочинок.

Склад комплексу персонального моніторингу
До складу програмно-апаратного комплексу входять персональний трекер, сервер зі спеціальним програмним забезпеченням та пристрої кінцевих користувачів — підключені до мережі Internet персональні комп'ютери та/або мобільні телефони, що здатні виконувати програми певного типу і мають вихід у мережу Internet.
Також до комплексу входять навігаційні супутники системи GPS, мережа стільникового зв'язку GSM і всесвітня інформаційна мережа Internet. Внаслідок загальнодоступності та глобальності цих складових комплекс може бути застосований скрізь, де є:
1. можливість для трекерів приймати сигнали навігаційних супутників GPS;
2. наявність GSM-покриття;
3. вихід в інформаційну мережу Internet.
Користувач може здійснювати моніторинг осіб (тварин, об'єктів), оснащених персональними трекерами, практично на всій території земної кулі, навіть, знаходячись при цьому на значній відстані від свого звичайного місця розташування — за умови, що виконуються вищезгадані три умови.
Принцип дії системи персонального моніторингу
Пристрій записує отриману GPS-інформацію з регулярними інтервалами, а потім може ці дані записувати або передавати їх за допомогою радіозв'язку, GPRS- або GSM-з'єднання чи супутникового модему на сервер підтримки або інший комп'ютер (наприклад, у вигляді SMS або через мережу Internet). У разі використання сервера підтримки, він обробляє отримані дані та реєструє їх у своїй базі даних; потім користувач трекера може зайти на сервер системи з мережі Internet під своїм ім'ям та паролем, і система відображає місцезнаходження і географію переміщення на карті. Пересування трекера можна аналізувати або в режимі реального часу, або пізніше. Функція GPS-трекінгу є в деяких моделях стільникових телефонів.

## Обладнання для GPS-моніторингу
Виходячи з областей використання, розрізняють два види GPS-обладнання:
- GPS-трекери для стеження за транспортом призначені для побудови корпоративних систем моніторингу, які дають можливість певним особам (диспетчерам, логістам та ін.) спостерігати за маршрутами руху та поточним місцезнаходженням транспортних засобів. Останні прилади можуть працювати як у режимі реального часу, передаючи дані по бездротовому каналу зв'язку, так і в режимі «чорного ящика», зберігаючи дані про транспортний засіб протягом деякого часу з подальшою передачею даних до системи моніторингу.

- Персональні GPS-трекери призначені для спостереження за місцезнаходженням людини (або іншого об'єкта), більшість із них дозволяють передавати сигнал про натискання кнопки тривоги (кнопки «SOS»). Деякі прилади мають голосовий канал для зв'язку, для прослуховування навколишнього середовища та/або для прийому вхідних викликів.

Деякі системи GPS-моніторингу мають можливість визначення місцезнаходження трекерів за ідентифікаторами станцій стільникового зв'язку (GSM). Це дозволяє, хоч і з більшою похибкою, визначити місце розташування об'єкта в місцях, де прийом сигналів від навігаційних супутників неможливий (наприклад, у метро, підземних паркінгах, будинках та ін.).
Виробники GPS-обладнання: GuardMagic, Novacom Wireless, Kraser, Falcom Wireless, GlobalSat, Teltonika, ІСТРІМ, РКС тощо.

## Комунікація
Навігаційні сигнали, які передаються GPS-супутниками, містять різну закодовану інформацію, включаючи інформацію про розташування супутників, стан внутрішнього годинника і стан мережі. Ці сигнали передаються на двох окремих частотах-носіях, які є загальними для всіх супутників у мережі. Для передачі інформації використовується два різних кодування: відрите кодування (з нижчою роздільною здатністю навігації) і зашифроване кодування (використовується американськими військовими).

### Формат повідомлення
| Субфрейми | Описання                                                             |
| --------- | -------------------------------------------------------------------- |
| 1         | Годинник супутника, GPS time relationship                            |
| 2–3       | Ефемериди (точна орбіта супутника satellite orbit)                   |
| 4–5       | Компонент Альманаху (синопсис супутникової мережі, корекція помилки) |
Кожен супутник GPS постійно передає навігаційне повідомлення на частотах L1 C/A і L2 P/Y зі швидкістю 50 біт на секунду. Кожне повідомлення займає 750 секунд (12 1/2 хвилин) при передачі. Структура повідомлення має базовий формат із фреймом (блоком) довжиною в 1500 біт, який складається з п'яти частин, кожна з яких має довжину в 300 біт (6 секунд). Частини фрейму 4-а і 5-а пов'язані між собою (субкомутовані) у серію з 25, таким чином, що для отримання повного повідомлення потрібно передати 25 повних фреймів. Кожна частина фрейму (субфрейм) складається із десяти слів, кожне з яких має довжину в 30 біт. Таким чином, маючи 300 бітів для частини фрейму, яких є 5 у кожному фреймі, і для побудови повідомлення необхідно 25 фреймів, отримаємо, що кожне повідомлення має довжину в 37 500 бітів. При швидкості передачі в 50 біт/с необхідно 750 секунд для передачі повного альманаху повідомлення (GPS). Кожний 30-секундний фрейм починається точно на початку хвилини або пів-хвилини, яку задає атомний годинник супутника.
Перший субфрейм кожного фрейму кодує номер тижня і час в рамках цього тижня, а також дані про стан супутника. Другий і третій субфрейм містить ефемериди — точну орбіту даного супутника. Четвертий і п'ятий субфрейм містить альманах, який містить дані про округлену (не точну) орбіту і інформацію про статус максимум 32-ох супутників у системі, а також дані, що мають відношення до поправок помилки. Таким чином, щоб отримати точні дані про розташування супутника із переданого повідомлення, отримувач має демодулювати повідомлення від кожного супутника, які він використовує для пошуку позиції за 18-30 секунд. Для того, щоб зібрати всі передані альманахи, приймач має демодулювати повідомлення тривалістю в 732—750 секунд, або 12 1/2 хвилин.
Всі супутники передають дані на однакових частотах, і кодують сигнали з використанням унікальних кодів для множинного доступу (CDMA) так, що приймач може розрізняти повідомлення від різних супутників одне від одного. Система використовує два окремих типи кодування CDMA: неточне кодування (coarse/acquisition (C/A) code), яке доступне широкому загалу, і точне кодування (P(Y)), яке зашифроване і може використовуватись лише американськими військовими і іншими країнами НАТО, які мають доступ до шифрованих повідомлень.
Ефемериди оновлюються кожні дві години 2 і як правило дійсні протягом 4 годин, і може оновлюватись кожні 6 годин або довше при роботі в нештатних умовах. Альманах оновлюється зазвичай кожні 24 години. Крім того, дані за кілька тижнів поспіль завантажуються у разі поновлення передачі, що уповільнює завантаження даних.

## Точність
Зважаючи на відстань між приймачем та супутниками точність обчислення положення залежить від багатьох факторів та визначається лише з деякою імовірністю. Радіосигнали супутників можуть екрануватись або відбиватись оточенням приймача, що збільшує похибки визначення часу надходження сигналу та спотворює результат вимірювання.
В першу чергу мають значення атмосферні явища та поточне розташування супутників відносно приймача. Похибка обчислення положення буде більшою, якщо всі доступні супутники згруповані в одній півкулі відносно приймача в порівнянні з ситуацією, коли приймач має змогу отримати сигнали супутників з різних боків. Ситуація обмеженої видимості супутників досить поширена в містах завдяки екрануванню сигналів спорудами.
Звичайна точність сучасних GPS-приймачів в горизонтальній площині становить 5-10 метрів, та 10-20 метрів за висотою, але за збігом деяких умов, обчислене приймачем положення може короткочасно відрізнятися на значно більші величини. Виробники GPS-приймачів визначають величину похибки положення так: не гірше 5 метрів в 50 % часу спостереження, та не гірше 8 метрів в 90 % часу, похибка визначення швидкості не більше 0,06 м/с.
На території США і Канади є станції WAAS, в Європі діють станції EGNOS, які передають поправки для диференційного режиму, що дозволяє збільшити точність обчислення положення до 1-2 метрів. При використанні більш складного додаткового обладнання точність визначення координат можна довести до 10 см. Наприклад, для роботи GPS-приймача в диференційному режимі йому постійно необхідно отримувати дані від стаціонарно розташованого приймача диференційної поправки.

## Недоліки
Загальним недоліком використання будь-якої радіонавігаційної системи є те, що за певних умов сигнал може не доходити до приймача, або надходити зі значними викривленнями чи затримками. Наприклад, практично неможливо визначити своє точне розташування в глибині квартири всередині залізобетонної будівлі, у підвалі або в тунелі. Оскільки робоча частота GPS лежить у дециметровому діапазоні радіохвиль, рівень прийому сигналу від супутників може значно погіршитись під щільним листям дерев або через дуже велику хмарність. Нормальному прийому сигналів GPS можуть завадити перешкоди від багатьох наземних радіоджерел, а також від магнітних бур.
Постановка активних завад приймачам GPS-сигналів ефективно використовувалася для боротьби з наведенням крилатих ракет під час операцій США та Великої Британії в Іраці, а також «Рішучої сили» НАТО в Югославії. Це призводило до самоліквідації крилатих ракет та нештатних їх польотів несанкціонованими траєкторіями. Більш ефективно виконувати задачі супутникової навігації в умовах активних завад дозволяє застосування в GPS-системі цифрових антенних решіток, що забезпечують формування «нулів» у діаграмі спрямованості антенної системи в напрямках джерел активних завад.
Невисокий нахил орбіт супутників GPS (приблизно 55°) значно погіршує точність у приполярних районах Землі, оскільки супутники GPS невисоко піднімаються над горизонтом.